# Mbulumbulu
Mbulumbulu ist ein Verwaltungsbezirk (Ward) des Distrikts Karatu in der tansanischen Region Arusha.

## Geografie
Mbulumbulu liegt im Norden von Tansania etwa 90 Kilometer westlich der Regionshauptstadt Arusha am südlichen Abhang des Loolmalasin großteils zwischen 1600 und 1900 Meter Seehöhe. An der östlichen Bezirksgrenze befindet sich eine rund 400 Meter hoher steiler Abfall zum Hochland. Der größte Fluss ist der Mto Wa Simba im Südwesten des Bezirks.
Mbulumbulu grenzt im Nordwesten an den Bezirk Nainokanoka des Distrikts Ngorongoro, im Osten an Engaruka und Selela, im Südosten an Esilalei, im Süden an Majengo und im Südwesten an Rhotia. Der Bezirk hat eine Fläche von 205 Quadratkilometern. Bei der Volkszählung 2022 lebten hier 22.042 Menschen in 4792 Haushalten.

## Gliederung
Der Bezirk besteht aus fünf Gemeinden (Mtaa) mit 25 Orten (Kitongoji):
| Slahhamo - Tloma - Wheat Scheme - Gendaa - Aslini - Tloma Do Dirangw | Kambi ya Simba - Seay Juu - Seay Chini - Sahhata - Tlawi Juu - Tlawi Kati - Harki | Lositete - Kituma - Selela - Lengipima | Upper Kitete - Kati - Antsi - Qangari - Bonde la Faru - Tloma - Saba Saba - Juu | Kitete - Njoro - Tloma Do Hhawu - Barai - Fitsa |

## Wirtschaft und Infrastruktur
- Gesundheit: In der Gemeinde Kambi ya Simba befinden sich ein öffentliches Gesundheitszentrum mit ambulanter und stationärer Behandlung[7] und drei Apotheken. Zwei dieser Apotheken werden privat geführt, je eine in Slahhamo[8] und Lositete,[9] in Upper Kitete liegt eine staatliche Apotheke.[10]